# 新邱站
新邱站，位于中华人民共和国辽宁省阜新市新邱区，是新义铁路、巴新铁路上的火车站，建于1936年，由沈阳局集团管辖。

## 歷史
- 建于1936年。
- 2021年6月25日，受客流与疫情影响，新邱站停止客运业务，2024年6月15日本站恢复运营。

## 車站周邊
- 新邱区城建局
- 新邱公园
- 新邱区站前小学

## 外部連結
- 中国铁路客户服务中心 （页面存档备份，存于）